# Classe Leningrad
I classe Leningrad erano cacciatorpediniere comando costruiti per la Marina Sovietica alla fine degli anni trenta.
In tutto, ne furono costruiti sei esemplari, in due gruppi da tre. Il primo è noto come progetto 1, il secondo come progetto 38.

## Sviluppo e tecnica
I Leningrad furono le prime grandi unità progettate in Unione Sovietica dopo la rivoluzione. Si trattava di navi direttamente ispirate ad analoghi modelli francesi, di grandi dimensioni.
Dal punto di vista tecnico, le navi appartenenti a questa classe erano caratterizzate da gravi carenze generali, ed avevano una cattiva capacità di tenere il mare.
I cinque cannoni da 130mm erano sistemati in torri singole, i tubi lanciasiluri in due "blocchi" da quattro.
Gli esemplari destinati alla Flotta del Baltico vennero costruiti a San Pietroburgo, quelli per la Flotta del Mar Nero a Mykolaïv e quelli destinati a prestare il loro servizio nell'Oceano Pacifico a Komsomol'sk-na-Amure.
L'ingresso in servizio si ebbe nel 1936-1939. Tutte le navi ricevettero nomi di città.

## Unità
Su sei unità costruite, quattro sopravvissero alla seconda guerra mondiale. Tutte le navi vennero radiate negli anni sessanta.
- Leningrad: entrato in servizio nella Flotta del Baltico nel 1936, venne demolito negli anni sessanta.

- Moskva: entrato in servizio nel 1937 nella Flotta del Mar Nero, affondò per l'urto con una mina vicino a Costanza (Romania) il 26 giugno 1941.

- Char'kov: entrato in servizio nel 1937 nella Flotta del Mar Nero, venne affondato da un bombardamento in Crimea il 6 ottobre 1943.

- Minsk: entrato in servizio nella Flotta del Baltico nel 1939, venne affondato nel porto di Kronstadt da un bombardamento il 23 settembre 1941. Recuperato, rientrò in servizio e venne radiato nel 1959.

- Tbilisi: entrato in servizio nel 1939 nella Flotta del Pacifico, venne demolito negli anni sessanta.

- Baku: entrato in servizio nel 1939 nella Flotta del Pacifico, venne trasferito nella Flotta del Nord attraverso l'Oceano Artico nel 1942. Demolito negli anni sessanta.